# Cinchona-vermelha
Cinchona-vermelha (nome científico: Cinchona pubescens) é uma planta da família das rubiáceas (Rubiaceae), nativa da América Central e do Sul. É conhecida como planta medicinal pelo alto teor de quinina de sua casca - e tem usos semelhantes à quinquina (Cinchona officinalis) na produção de quinina, mais famosa usada no tratamento da malária. Consta em vigésima quinta posição na lista 100 das espécies exóticas invasoras mais daninhas do mundo.

## Descrição
A cinchona-vermelha varia de pequena a grande em tamanho, crescendo até 10 metros de altura. Quando cortada, a casca tende a ficar vermelha. As folhas são elípticas a oblatas e finas. As folhas têm dentes pubescentes que ficam vermelhos quando envelhecem, daí o apelido de cinchona vermelha. Suas flores se formam em grandes panículas. Eles são rosa e perfumados, enquanto nas Galápagos são rosa claro.

## Ecologia
A cinchona-vermelha tem a distribuição mais ampla de todas as espécies de Cinchona, com a distribuição nativa abrangendo Costa Rica, Panamá, Venezuela, Colômbia, Equador, Peru e Bolívia. No Equador, distribui-se numa altitude de 300 até 3 900 metros. Também cresce bem em solo vulcânico com altos níveis de nutrientes. É uma espécie resiliente que é capaz de se recuperar mesmo após danos extremos. Se a árvore for derrubada, mas o toco for deixado, ela pode crescer novamente. Se a casca for removida e o xilema for exposto, a árvore crescerá a casca de volta. A árvore pode até voltar a crescer se as raízes deixadas no solo forem maiores que dois centímetros de diâmetro. Reproduz-se rapidamente e espalha suas sementes pelo vento. Atinge a maturidade e começa a semear em quatro anos. Crescendo a uma taxa de um a dois metros por ano, atinge rapidamente uma altura alta, onde pode sombrear o resto das plantas nativas. As árvores adultas crescem muito mais lentamente do que as juvenis.

## Espécie ivasiva
Tornou-se espécie invasora onde plantada fora de sua área nativa, especialmente em ilhas de clima tropical, como Galápagos, Havaí e Taiti. Nas Galápagos, tornou-se espécie dominante nas zonas anteriormente dominadas por arbustos Miconia e zonas de samambaia - ciperáceas (Cyperaceae) na ilha de Santa Cruz. Esteve sujeita a controle no Parque Nacional de Galápagos para reduzir seus impactos usando uma variedade de métodos. No entanto, controlá-la em toda a sua extensão na ilha de Santa Cruz custaria US$ 1,65 milhão, segundo pesquisas feitas pela Fundação Charles Darwin. De acordo com Jäger et al. , a riqueza de espécies na Ilha de Santa Cruz, Ilhas Galápagos diminuiu 33% na Zona Miconia e 10% na Zona Samambaia-Juriço desde a introdução da cinchona-vermelha. Também é invasivo no Havaí. Cinchona-vermelha foi introduzido pela primeira vez para ser cultivado para a colheita de quinino.

## Estratégias de controle
Existem atualmente duas estratégias para remoção de cinchona-vermelha. Incluem um método físico e um método químico. O método físico envolve o corte manual de árvores adultas e a remoção total dos tocos. As amostras devem ser retiradas do solo. O método químico utiliza herbicidas diluídos em água e pulverizados em marcas de corte na casca. Buddenhagen e colaboradores tentaram isso no Parque Nacional da Ilha de Galápagos usando uma mistura de picloram e metsulfurom. Essa técnica foi recomendada para ser realizada no Taiti e no Havaí, pois também é invasiva.
Buddenhagen e colaboradores também analisaram dados usando seis métodos diferentes de herbicidas de 1999 a 2002 com um teste diferente a cada ano: sal picloram, éster triclopir, sal triclopir, glifosato, óleo diesel e picloram e metsulfurom. O herbicida foi pulverizado nas árvores golpeadas com facões. No primeiro teste, o triclopir éster conseguiu controlar C. pubescens com 77% de chance de as árvores morrerem. No segundo ensaio, uma solução de picloram e metsulfurom foi 100% bem sucedida em concentrações superiores a 4% da solução. No terceiro ensaio, a solução de picloram-metsulfurom com concentrações de 10% ou mais foi bem-sucedida na erradicação da árvore.

## Leitura complementar
- Cronk, Q. a. J. F. (1995). Plant Invaders: The threat to natural ecosystems. Londres: Chapman and Hall

- Gibbs, J. P.; Shriver, W. G.; Vargas, H. (2003). «An assessment of a Galapagos Rail population over thirteen years (1986 to 2000)». Journal of Field Ornithology. 7: 136-140

- Moll, E. J. (1998). A further report on the distributions of introduced plants on Santa Cruz Island, Galapagos. St. Lúcia, Austrália: Escola de Gestão de Sistemas Naturais e Rurais da Universidade de Queenslândia

- Prado, G. (1986). Censo de especies arboreas introducidas en la zona agricola de la Isla Santa Cruz. Porto Aiora: Charles Darwin Research Station

- Rentería, Jorge Luis; Atkinson, Rachel; Guerrero, Ana Mireya; Mader, Johanna (2006). Manual de Identification y Manejo de Malezas en las Islas Galápagos (PDF) 2.ª ed. Santa Cruz, Galápagos: Fundação Charles Darwin. Consultado em 15 de outubro de 2022. Cópia arquivada (PDF) em 13 de janeiro de 2016

- Rentería, J. L.; Buddenhagen, C. (2006). «Invasive plants in the Scalesia pedunculata forest at Los Gemelos, Santa Cruz, Galapagos». Galapagos Research. 64: 31-35

- Sauer, J. D. (1988). Plant migration: The dynamics of geographic patterning in seed plant species. Berkeley: Imprensa da Universidade da Califórnia

- Schmidt, S. K.; Scow, K. M. (1986). «Mycorrhizal fungi on the Galapagos Islands». Biotropica. 18: 236-240

- Schofield, E. K. (1989). «Effects of introduced plants and animals on island vegetation: Examples from the Galapagos archipelago». Conservation Biology. 3: 227-238

- Schofield, E. O. (1973). «Galapagos flora: the threat of introduced plants». Biological Conservation. 3: 48-51

- Tuoc, L. T. (1983). «Some thoughts on the control of introduced plants» (PDF). Noticias de Galapagos. 37: 25-26. Consultado em 15 de outubro de 2022. Cópia arquivada (PDF) em 15 de outubro de 2022

- Tuoc, L. T.; Potts, E. (1983). A preliminary study of the use of herbicides to eradicate Cinchona succirubra on Santa Cruz, Galapagos. Porto Aiora, Galápagos: Annual Report of the Charles Darwin Research Station. pp. 15–16

- Utreras, M. (1983). Distribucion de la guayaba (Psidium guajava) y aplicación de tres quimicos (herbicidas) para su control en la isla Santa Cruz, Galapagos. Porto Aiora, Galápagos: Estação Científica Charles Darwin

- van der Werff, H. (1979). «Conservation and vegetation of the Galapagos Islands». In:  Bramwell, D. Plants and Islands. Londres e Nova Iorque: Academic Press. pp. 391–404